# Sheila Copps
Sheila Maureen Copps (née le 27 novembre 1952 à Hamilton, Ontario) est une journaliste et femme politique canadienne.

## Biographie

### Carrière politique
Sheila Copps est élue députée du Parti libéral du Canada en 1984 dans la circonscription fédérale d'Hamilton-Est.En 1990, elle deviendra la première femme à briguer la direction du Parti libéral du Canada.

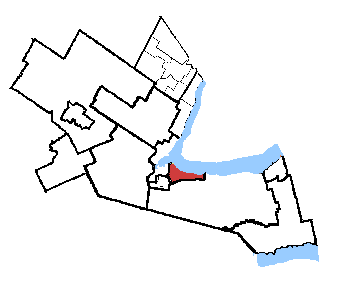
Hamilton East-Stoney Creek est une circonscription électorale fédérale qui rejoint une partie de la circonscription abolie de Sheila Coops.

### Rôle dans l’opposition
Elle fut porte-parole de l’opposition officielle pour l'industrie, l'environnement et autres.

### Rôle au pouvoir
Elle se présenta sans succès à deux reprises à la chefferie du Parti libéral du Canada, en 1990 et en 2003. Elle a été ministre de l'Environnement de 1993 à 1996, en plus d'être vice-première ministre de 1993 à 1997.  
Après l'élection de 1997, le premier ministre du Canada Jean Chrétien la nomma ministre du patrimoine. Après l'arrivée de Paul Martin comme premier ministre, Copps fut retirée du cabinet. On lui avait reproché de trop subventionner la culture d'État au détriment du patrimoine historique et national.
Elle tenta en vain de se faire réélire dans la nouvelle circonscription de Hamilton-Est—Stoney Creek, mais perdit la course contre Tony Valeri, nommé Ministre au Cabinet. Par ailleurs, elle avait déjà lancé des accusations  politiques contre l'Archevêque de Montréal.

Sheila Coops a été nommée Ministre du patrimoine du Canada en 1997.

## Controverses
Durant la campagne sur la séparation du Québec de 1995, Copps lance un programme de distribution de drapeaux canadiens pour combattre le mouvement indépendantiste québécois. Le programme a coûté au gouvernement 45 millions de dollars pour environ un million de drapeaux, soit 45 dollars par drapeau.

## Citation
« We have the cash. They follow the money ».

## Hommage

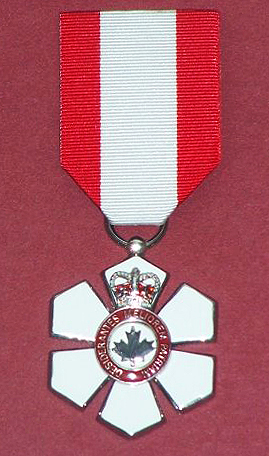
Sheila Copps a été décorée par l'Ordre du Canada.

- Sheila Copps a été décorée par l'Ordre du Canada.Nommée officier de l'Ordre du Canada en 2012[7],[8]